# Homoeogryllus parvus
Homoeogryllus parvus är en insektsart som beskrevs av Lucien Chopard 1936. Homoeogryllus parvus ingår i släktet Homoeogryllus och familjen syrsor. Inga underarter finns listade i Catalogue of Life.